# Albalate de Zorita
Albalate de Zorita – gmina w Hiszpanii, w prowincji Guadalajara, w Kastylii-La Mancha, o powierzchni 53,32 km². W 2011 roku gmina liczyła 1089 mieszkańców.